# Jaapiella
Jaapiella är ett släkte av tvåvingar. Jaapiella ingår i familjen gallmyggor.

## Dottertaxa tillJaapiella, i alfabetisk ordning[1]
- Jaapiella acroptiloniflorae
- Jaapiella adpressae
- Jaapiella alaris
- Jaapiella alpina
- Jaapiella antennariae
- Jaapiella azutavica
- Jaapiella bajankolica
- Jaapiella blavatskae
- Jaapiella bryoniae
- Jaapiella buhri
- Jaapiella calophaciflorae
- Jaapiella catariae
- Jaapiella chondrillae
- Jaapiella cirsiicola
- Jaapiella clethrophila
- Jaapiella compositarum
- Jaapiella cousiniae
- Jaapiella crinita
- Jaapiella cucubali
- Jaapiella dittrichi
- Jaapiella dracocephalicola
- Jaapiella floriperda
- Jaapiella galatellagemmae
- Jaapiella genistamtorquens
- Jaapiella genisticola
- Jaapiella geraniifolia
- Jaapiella glycyrhizae
- Jaapiella goebeliae
- Jaapiella halimodendronis
- Jaapiella hedickei
- Jaapiella hypochoeridis
- Jaapiella inflatae
- Jaapiella inulicola
- Jaapiella ivannikovi
- Jaapiella jaapiana
- Jaapiella jurineae
- Jaapiella karkarensis
- Jaapiella knautiae
- Jaapiella konyrtauensis
- Jaapiella kovalevi
- Jaapiella lactucicola
- Jaapiella loniceriflora
- Jaapiella loticola
- Jaapiella microphysae
- Jaapiella moraviae
- Jaapiella narymica
- Jaapiella narynensis
- Jaapiella oxytropicarpa
- Jaapiella parvula
- Jaapiella pentaphylloidis
- Jaapiella picridis
- Jaapiella pilosellae
- Jaapiella plantaginicola
- Jaapiella reichardiae
- Jaapiella rubiae
- Jaapiella rubicundula
- Jaapiella ruthenicae
- Jaapiella sanguisorbacola
- Jaapiella sarothamni
- Jaapiella scabiosae
- Jaapiella schmidti
- Jaapiella schrenkiana
- Jaapiella sediflora
- Jaapiella sileneicola
- Jaapiella sphaerophysaflorae
- Jaapiella spungisi
- Jaapiella tarbagataica
- Jaapiella tekesensis
- Jaapiella thalictri
- Jaapiella thyrsiflora
- Jaapiella vacciniorum
- Jaapiella veronicae
- Jaapiella viciafoliae
- Jaapiella viscariae
- Jaapiella volvens
- Jaapiella zygophylliflora